# 1996年度新城勁爆頒獎禮得獎名單
1996年度新城勁爆頒獎禮於1996年頒發。

## 得獎名單
- 流行曲獎 
  - 《情深說話未曾講》 ——黎明
  - 《男人最痛》 ——許志安
  - 《一個人睡》 ——劉德華

- 跳舞音樂歌曲獎 
  - 《最激帝國、極度哀艷的晚上》 ——郭富城
  - 《倒轉地球》 ——劉德華

- 民歌獎 
  - 《第二最愛》 ——古巨基
  - 《愛自己》 ——梁詠琪
  - 《或許、未必、不過》 ——黎明

- 搖滾歌曲獎 
  - 《結他》 ——陳曉東
  - 《活著便精采》 ——Beyond
  - 《尋找黑盒》 ——Black Box

- 另類歌曲獎
  - 《每日一禁果》 ——達明一派
  - 《Di-Dar》 ——王靖雯
  - 《色情男女》 ——莫文蔚

- 情歌獎 
  - 《奇妙旅程》 ——陳慧嫻
  - 《聽風的歌》 ——郭富城
  - 《彷如隔世》 ——彭羚

- 改編歌曲獎 
  - 《曖昧》 ——王靖雯
  - 《請你早睡早起》 ——李克勤
  - 《Lemon Tree》 ——蘇慧倫

- 國語歌曲獎 
  - 《思念誰》 ——巫啟賢
  - 《忘記你我做不到》 ——張學友
  - 《相思成災》 ——劉德華

- 廣告歌曲獎 
  - 《風花雪》 ——陳慧琳
  - 《情深說話未曾講》 ——黎明
  - 《感冒》 ——湯寶如
  - 《發現》 ——鄭伊健

- 卡拉OK歌曲大獎 
  - 《不拖不欠》 ——鄭秀文
  - 《愛的輓歌》 ——鄭秀文
  - 《情深說話未曾講》 ——黎明

- 新登場男歌手 
  - 李中希
  - 陳奕迅
  - 鄭中基

- 新登場女歌手 
  - 梁詠琪
  - 何超儀
  - 楊千嬅

- 外國新登場歌手／樂隊／組合獎 
  - Alanis Morisette

- 大躍進男歌手 
  - 郭富城
  - 梁漢文
  - 鄭伊健

- 大躍進女歌手 
  - 李蕙敏
  - 陳慧琳
  - 鄭秀文

- 大躍進國語男歌手 
  - 張信哲

- 大躍進國語女歌手 
  - 范曉萱

- 大躍進外國歌手／樂隊／組合獎 
  - BOYZONE

- 全年最佳大碟 
  - 《perhaps...》 ——黎明

- 歌曲大獎 
  - 你的名字我的姓氏 ——張學友

- 唱片工業大獎 
  - 海關

- 舞台演繹大獎 
  - 郭富城
  - 鄭秀文

- 回歸樂壇大獎
  - 薛家燕

- 外國流行歌曲獎 
  - 《Fool's Garden》 ——Lemon Tree

- 亞洲勁爆男歌手獎 
  - 劉德華

- 亞洲勁爆女歌手獎 
  - 王菲

- 新城勁爆殿堂大獎 
  - 羅文

- 傳媒大獎（歌手）
  - 黎明
  - 張學友

- 傳媒大獎（作曲家）
  - 雷頌德

- 傳媒大獎（填詞家）
  - 林夕